# Jessica Hull
Jessica Hull (født 22. oktober 1996) er en australsk atlet, der konkurrerer i mellemdistanceløb.
I 2019 blev Hull slået ud i semifinalen på 1500 meter ved verdensmesterskaberne i atletik 2019 i Doha, Qatar.
I 2021 repræsenterede hun Australien i 1500 meter-stævnet ved Sommer-OL 2020, der blev afholdt i Tokyo, og blev nummer 11.
Ved OL 2024 vandt hun sølv på 1 500 meter.